# Cândido de Oliveira
Cândido Fernandes Plácido de Oliveira (* 24. September 1896 in Fronteira, Portugal; † 23. Juni 1958 in Stockholm, Schweden) war ein portugiesischer Journalist, Fußballspieler und -trainer, der als einer der frühen Stars des portugiesischen Fußballs gilt. Der Mestre (Meister) ist u. a. Namensgeber des Portugiesischen Super-Cups.

## Leben
Cândido de Oliveira wurde im Alentejo geboren, verlor bereits früh seine Eltern und kam am 15. Juli 1905 in das Lissaboner Waisenhaus Casa Pia, das 1904 gegründet worden war.
Oliveira war aktiver Ringkämpfer und Fußballspieler. Als Fußballtrainer war er bei Casa Pia Atlético Clube, Sporting Lissabon, Belenenses Lissabon, FC Porto, Académica Coimbra, Flamengo Rio de Janeiro und der Portugiesischen Fußballnationalmannschaft aktiv.
Als Journalist war er für die Zeitung Vitória tätig. Er war Mitbegründer und Leiter der Zeitung Football und der Zeitschriften Gazeta Desportiva, Os Sports und A Bola und Redakteur von O Século.
Er ist der Autor der Fußball-Fachbücher Futebol, Desporto para a Juventude, Futebol, Técnica e Táctica, Sistema WM und Segredos do Futebol sowie des Buches Tarrafal, o pântano da morte (Tarrafal, der Morast des Todes). Der letztgenannte Band enthält Artikel von Cândido de Oliveira sowie Dokumente zum Campo do Tarrafal, einem berüchtigten Lager für politische Gefangene nahe dem Ort Tarrafal auf den Kapverdischen Inseln. Oliveira konnte seine regimekritischen Beiträge über das Lager Tarrafal während der Zeit des Estado Novo in seinem Heimatland nicht publizieren. Sie wurden von José Magalhões Godinho nach dem Ende der Diktatur postum herausgegeben.
Cândido de Oliveira starb während der Fußball-Weltmeisterschaft 1958 in Schweden.